# Álex Gallar
Alejandro Gallar Falguera, né le 19 mars 1992 à Terrassa (Espagne), est un footballeur espagnol évoluant au poste d'ailier au UD Ibiza.

## Biographie
Il inscrit 17 buts en troisième division espagnole lors de la saison 2016-2017 avec le Cultural Leonesa.
Lors de la saison 2017-2018, il joue 37 matchs en deuxième division espagnole avec l'équipe de la SD Huesca, inscrivant huit buts. Il découvre ensuite avec cette équipe la première division espagnole lors de la saison 2018-2019.
Le 21 août 2019, Gallar signe au Girona FC pour quatre ans. Il dispute son premier match le 1er septembre durant une victoire 1-0 contre le Málaga CF.

## Palmarès
- Vice-champion d'Espagne de D2 en 2018 avec la SD Huesca